# Casa-fàbrica Domènech
La casa-fàbrica Domènech és un edifici situat al carrer de l'Aurora, 12 del Raval de Barcelona, catalogat com a bé amb elements d'interès (categoria C) arran de l'aprovació definitiva de la MPEP del Patrimoni Arquitectònic Històric-Artístic al Districte de Ciutat Vella, per a incorporar el Patrimoni Industrial del Raval (Fàbriques i Cases Fàbrica).

## Història
El 1841, el fabricant de teixits de cotó Josep Domènech i Farnés, establert al carrer del Carme, 81 (actual 66), va obtenir del pagès de Badalona Josep Suñol i Cuadras i la seva esposa Teresa Capdevila i Pahisa l'establiment emfitèutic d'un terreny amb front al nou carrer de l'Aurora, on faria construir una casa-fàbrica. Com d'altres propietaris de fàbriques, Domènech va haver de sotmetre's a l'edicte del 10 d'abril del 1846 per a legalitzar-ne la força motriu, presentant uns plànols signats per l'arquitecte Josep Ràfuls.
El 1857 hi havia l'establiment d'aprest de teixits d'Andreu Elias, la impremta d'Aleix Sirera, la metal·listeria d'Isidre Codina i Cia: «En este establecimiento, además de las muchas piezas correspondientes al estenso ramo de la cerragería, se construyen máquinas de diferentes clases, motores, molinos de chocolate, norias y bombas para sacar agua». I el 1863, la fàbrica de teixits de cotó i llana de Joan Ferrer i Cia i la de teixits de llana, fil i cotó de Bonaiges i fill i Cia: «Aurora, 12, Juan Ferré y comp. Fábrica de tejidos de lana y algodon. Lanillas. Castores con mezcla de algodon. Tartanes de lana y mezcla. Vestidos para señora, de mezcla de lana y algodon. Driles de hilo. Espediciones á todos puntos. Aurora, 12, Bonaiges é hijo y comp. Fábrica de tegidos de lana, hilo y algodón. Vestidos de algodon y de algodon y lana. Tartanes, patenes, semipanas, panillas, busquetas, lustrinas, indianas y driles, de todas clases.»

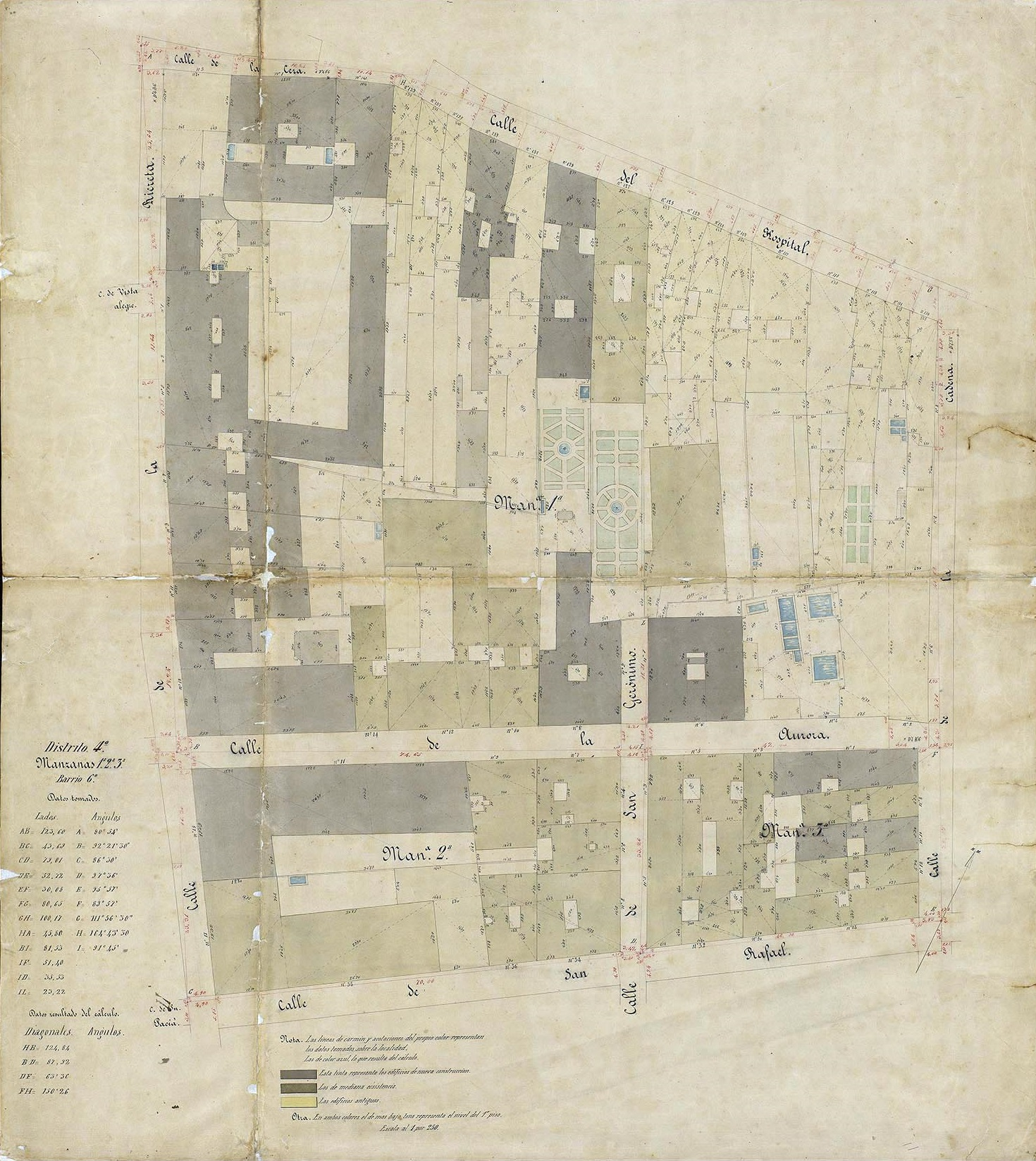
Quarteró núm. 98 de Garriga i Roca (c. 1860)

## Descripció
El conjunt està format per un edifici d'habitatges de planta baixa i quatre pisos amb front al carrer. A l'interior de la parcel·la hi dues «quadres» de crugia simple a banda i banda d'un pati, al redós del qual hi ha una altra «quadra» de doble crugia.